# Cyanolyca viridicyanus
Cyanolyca viridicyanus е вид птица от семейство Вранови (Corvidae). Видът е почти застрашен от изчезване.

## Разпространение
Разпространен е в Боливия и Перу.